# ويليام جنكينز
ويليام جنكينز (بالإنجليزية: William Jenkins)‏ (1788 بإنجلترا في المملكة المتحدة - 27 يوليو 1844 في المملكة المتحدة) هو لاعب كريكت بريطاني (وحمل سابقاً جنسية المملكة المتحدة لبريطانيا العظمى وأيرلندا ومملكة بريطانيا العظمى). لعب مع Sussex county cricket teams ‏.

## وصلات خارجية
- ويليام جنكينز على موقع إي آس بي آن كريك إنفو (الإنجليزية)